# Art rupestre en Tunisie

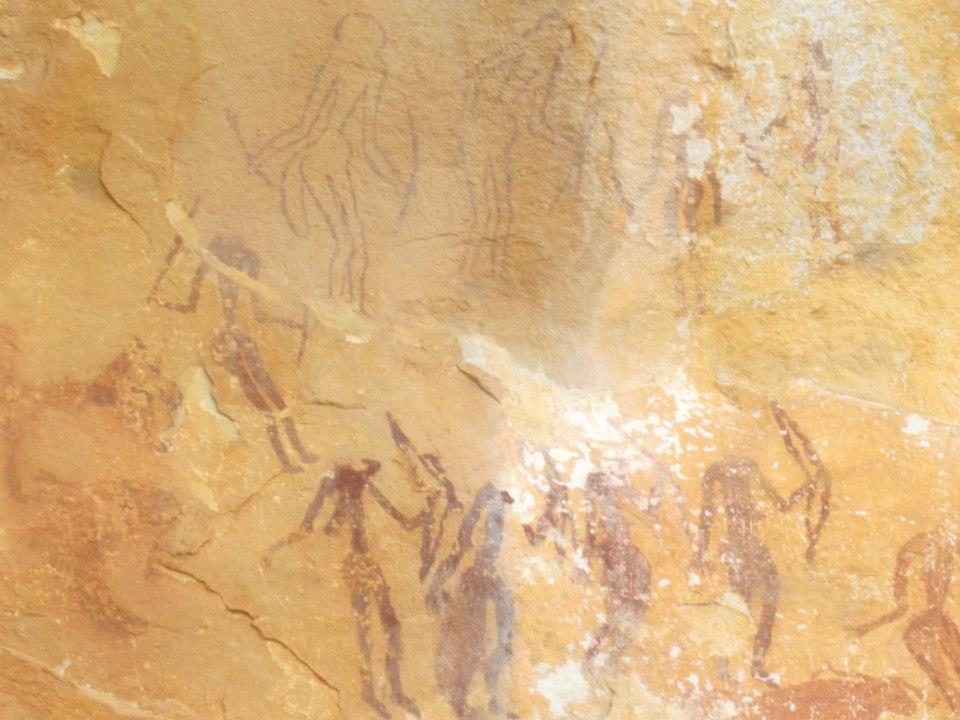
Peinture rupestre à Aïn Khanfous.

L'art rupestre en Tunisie est un ensemble d'œuvres d'art — essentiellement des peintures — réalisées par l'homme sur des rochers ou sur des parois d'abris-sous-roche, en Tunisie. Cette forme d'art occupe une place majeure dans l'art préhistorique d'Afrique.

## Description
Les peintures rupestres de Tunisie se composent de ponctuations, de formes géométriques, et de représentations humaines et animales.

## Principaux sites
En Tunisie, les principaux sites sont ceux du djebel Ousselat, dans la région de Oueslatia, du djebel Bliji, dans la région de Tamerza, et de Ghomrassen.

## Abris du djebel Ousselat
Les abris du djebel Ousselat sont situés à une altitude de 500 à 700 m, à l'intérieur d'un cercle de 2,5 km de diamètre. Leur emplacement est probablement lié à des lieux de circulation ou de halte, souvent situés le long des cours d'eau. Ces abris sont au nombre de sept : Aïn Khanfous, Oued Majel et Oued Chara (répertoriés en 1998), Oued Grabech, Oued Bourrime, Khnéfissa et Chendoube (découverts en 2001). Les peintures, principalement à l'ocre rouge et parfois en noir, comptent :
- une vingtaine de figurines humaines de trois à quarante centimètres, seules ou groupées, portant parfois des arcs en forme de D ; ces figurines ont le même style en lignes, sans représentation de main, de pied, d'attributs céphaliques externes ou de vêtements ;
- deux peintures zoomorphes, dont l'une représente un quadrupède au type non identifiable et un bovidé dont les attributs correspondent à un bos macroceros ;
- des représentations d'armes dont un archer et des arcs ;
- des représentations d'étoiles à cinq branches ;
- des groupes de plusieurs dizaines de ponctuations avec des orientations et des associations différentes.